# Decade: „…but wait it gets worse”
Decade: „…but wait it gets worse” – drugi solowy album amerykańskiego rapera Sticky’ego Fingaza.

## Lista utworów
1. "Intro" – 2:27
2. "Let's Do It" (feat. X-1 & Columbo) – 3:00
3. "What Chu Here For" (feat. Omar Epps, Detroit Diamond, Rio) – 3:40
4. "Can't Call It" (feat. Missy Elliott) – 2:33
5. "Hot Now" (feat. Scott Storch) – 3:55
6. "I Love da Streets" (feat. Omar Epps) – 2:51
7. "Bad Guy" (feat. My Quan) – 3:31
8. "Shot Up" – 2:52
9. "Girl" – 2:47
10. "Caught in da Game" – 4:45
11. "No More" – 3:50
12. "Do da Damn Thing" (feat. X-1 & Est) – 2:56
13. "Another Niguh" – 2:20
14. "I Don't Know" (feat. Fredro Starr) – 3:32
15. "Suicide Letter" – 3:09
16. "Just Like Us" (feat. X-1, Geneveese) – 4:43
17. "Get Smashed Up" (feat. Lex & Thirty, Seven O.D.) – 4:20